# The House of Miracles
The House of Miracles ("Mirakelhuset") var namnet på en grupp karismatiskt kristna kommuniteter i Costa Mesa, Kalifornien som startades av Calvary Chapel och Chuck Smith under den tidigare Jesusrörelsen.
Det första House of Miracles startades av John Higgins och Lonnie Frisbee den 17 maj 1968 på 19:e gatan i Costa Mesa. Till slut var det 19 hus som var anslutna till rörelsen i Costa Mesa, Corona, Downey, Fontana, Lompoc, Garlock, Long Beach, Muscoy, Oxnard, Pacific Grove, Ridgecrest, Riverside, Santa Ana, Southgate och Whittier i Kalifornien samt Phoenix i Arizona.
Samtliga kommuniteter stängdes successivt under 1969 och 1970, allteftersom deras medlemmar flyttade till Oregon för att bilda Shiloh Youth Revival Centers, som hade 100 000 medlemmar när det var som störst.